# Liutold van Eppenstein
Liutold van Eppenstein (circa 1050 - 12 mei 1090) was van 1077 tot aan zijn dood hertog van Karinthië en markgraaf van Verona.

## Levensloop
Hij was de tweede zoon van Markwart IV van Eppenstein en Liutbirg van Plain, dochter van graaf Liutold van Plain. Zijn grootvader Adalbero van Eppenstein was ook hertog van Karinthië, maar werd in 1035 afgezet door Heilig Rooms keizer Koenraad II. De familie Eppenstein bleef echter een belangrijke invloed uitoefenen in Karinthië, waardoor het voor de nieuwe heersers niet altijd gemakkelijk was om Karinthië te regeren.
In 1077 werd Berthold van Zähringen door Heilig Rooms keizer Hendrik IV afgezet nadat hij de Duitse tegenkoning Rudolf van Rheinfelden had gesteund. Vervolgens benoemde Hendrik IV Liutold, die trouw bleef aan de keizer, tot de nieuwe hertog van Karinthië.
Liutold was ook aanwezig bij de kroning van keizer Hendrik IV in Rome. Hij huwde tweemaal, maar stierf zonder nakomelingen. Hij werd opgevolgd door zijn jongere broer Hendrik.